# Коллета, Пьетро
Пьетро Коллетта (итал. Pietro Colletta; 23 января 1775, Неаполь — 11 ноября 1831, Флоренция) — неаполитанский историк и государственный деятель.

## Биография
В 1799 году он, находясь на военной службе, принял участие в восстании против Фердинанда IV Неаполитанского и образовании Партенопейской республики.
При Мюрате Коллетта был назначен начальником инженерного ведомства. В 1815 году он, вместе с Карло Филанджери, действовал против австрийцев.
После Реставрации Коллетта за свои заслуги был оставлен на государственной службе.
В 1820 году Коллетта был послан на Сицилию для усмирения революционного движения, но скоро вернулся в Неаполь и парламентом был назначен военным министром. Когда революция была подавлена, Коллета был заключён в крепость Сант-Эльмо и оттуда выслан в Брюнн, пока ему позже не было разрешено поселиться во Флоренции.
Коллетта написал известную «Историю Неаполитанского королевства с 1734 по 1825 год» (итал. Storia del reame di Napoli dal 1734 sino al 1825; 1834), многократно переиздававшуюся; Джино Каппони добавил к очередному переизданию биографию автора (1849), а Пьетро Уллоа — комментарии (1878). Его мелкие статьи были опубликованы в Неаполе в 1861 году.